# Sammlung Manskopf
Die Sammlung Manskopf ist eine umfangreiche Sammlung historischer Bilder und Dokumente vor allem aus dem Bereich Musik und Theater. Viele der Bilder sind heute digital über die Universitätsbibliothek Johann Christian Senckenberg in Frankfurt am Main zugänglich. 

## Geschichte
Der Frankfurter Weinhändler Friedrich Nicolas Manskopf (1869–1928) hatte schon als Schüler in Frankfurt und während seiner Auslandsaufenthalte von 1887 bis 1893 in Lyon, London und Paris begonnen, Erinnerungsstücke von Musikern und Schauspielern zu sammeln: Autogramme und Briefe, gedruckte Porträts, Karikaturen und Fotos, Theaterzettel, Konzertprogramme, Plakate und Erinnerungsstücke aus dem Besitz von Komponisten. Als Manskopf nach Frankfurt zurückkehrte, richtete er ein privates Museum ein. Er veranstaltete Ausstellungen zu einzelnen Musikern bzw. Themen und lieferte Leihgaben für fremde Musik- und 	
Theaterausstellungen. Nach seinem Tod schenkten seine Erben die Sammlung der Stadt Frankfurt. Seit 1947 ist sie Bestandteil der Musik- und Theaterabteilung der Universitätsbibliothek Johann Christian Senckenberg. Die Sammlung Druckgrafik stammt aus der Zeit von ca. 1700 bis 1928, die auch nach dem Tode Manskopfs ergänzte Fotosammlung aus der Zeit von ca. 1860 bis 1944.

## Die Sammlung
Das Manskopfsche Musikhistorische Museum wurde von der Stadt- und Universitätsbibliothek Frankfurt am Main im Jahr 1929 als Schenkung übernommen. Die Sammlung umfasst Theater- und Konzertprogrammhefte, ca. 2000 Konzert- und Theaterplakate (darunter wertvolle Pariser Farblithographien aus den 1890er Jahren), Opernlibretti von Ende des 18. bis Anfang des 20. Jh., Musikinstrumente, Ölgemälde, Memorabilien, ca. 500 Musikhandschriften und 300 Musikdrucke, ca. 10.000 Briefautographen von Musikern und Schauspielern sowie eine bedeutende Porträtsammlung aus den Bereichen Musik und Theater (ca. 1750 bis 1928).

## Digitalisate
Über die Webseite der Universität Frankfurt sind die digitalisierten Bilder der Sammlung für jedermann frei zugänglich.
Ziel des Projekts ist die Verfilmung, Digitalisierung und Internetaufbereitung der besonders für die Musik- und Theatergeschichte bedeutenden Porträtsammlung aus dem ehemaligen Manskopfschen Musikhistorischen Museum. Es handelt sich um ca. 30.000 Einheiten, die als wertvolles Quellenmaterial für Wissenschaft und Praxis künftig allgemein zugänglich gemacht werden sollen. Die Nutzer sollen durch dieses Projekt die Möglichkeit erhalten, von ihrem PC aus per Thesaurus das von ihnen gesuchte Material zu sichten, auszuwählen und zu bestellen.
Die Startseite stellt zunächst die Porträtsammlung in ihren Grundzügen vor und verweist über einen Link auf die Geschichte der Sammlung. In der am linken Bildschirmrand untergebrachten Navigationsspalte findet sich ein Hilfe-Link, der einige elementare Hinweise für die Benutzung des Angebots gibt. Will man sich zunächst einmal einen Überblick über das verfügbare Material verschaffen, können verschiedene browsende Zugänge genutzt werden.
Die verfügbaren Informationen umfassen den Titel, die Aufzählung der dargestellten Personen sowie der beteiligten Personen, den Erscheinungsort sowie den Hinweis auf den Objekttyp des digitalisierten Bildes. Über einen Klick auf die "Signatur" gelangt man anschließend zu einer neuen Seite, auf der zusätzlich zur formalen Beschreibung des Objekts eine digitale Reproduktion des Bildes zu sehen ist. Vor allem die hohe Qualität der bereitgestellten Bildmaterialien machen die Manskopf'sche Sammlung zu einem sehr nützlichen Arbeitsinstrument für alle kulturgeschichtlich Interessierten.